# Chrain
Chrain (txec: křen; eslovac: chren ; alemany: Meerrettich ; polonès: chrzan ; romanès: hrean ; rus: хрен ; ucraïnès: хрiн ; ídix: כריין; hebreu: חזרת‎ ; que significa "rave picant" en tots aquests idiomes) és una pasta picant feta de rave rusticà ratllat. És un condiment comú per a plats de carn i peix a les cuines d'Europa de l'est i central (eslovena, croata, belarussa, txeca, eslovaca, alemanya (principalment bavaresa ), polonesa, romanesa, letona, lituana, russa, ucraïnesa i jueva ashkenazi).

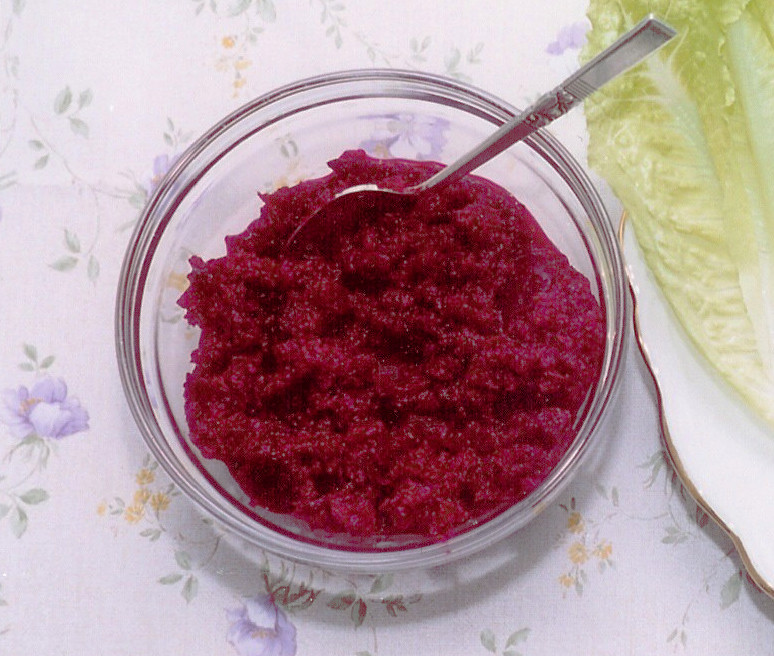
chrain vermella

El mot Chrain prové de l'ídix כריין, que al seu torn és un préstec de les llengües eslaves.
Hi ha dos tipus de chrain més comuns a les cuines eslaves i jueves:
- Chrain blanca: A més del rave rusticà ratllat, acostuma a portar vinagre, sucre i sal.
- Chrain vermella: Que afegeix remolatxa als ingredients anteriors.

A més d'aquests dos tipus de chrain, a les cuines d'europa de l'est hi ha una gran varietat de salses i condiments que contenen el rave rusticà ratllat com a base però afegint productes làctics com la smetana.
L'ús de chrain a les cuines d'Europa a les comunitats jueves de l'est i central ve d'antic i hi ha testimonis escrits des del segle XII. Tot i que ha tingut diversos usos, chrain s'associa habitualment al Gefilte fish, pel qual es considera un condiment essencial. A les cuines d'Europa de l'Est i Central, el chrain és un condiment típic per a diversos plats de peix, així com pel zakuski de carn i peix, com ara l'aspic i la llengua de vaca.